# Johann Mehlbaum
Johann Mehlbaum (* 5. Juli 1611 in Hannover; † 15. April 1656 in Helmstedt) war ein deutscher Rechtswissenschaftler.

## Leben
Der Sohn des Ratsherrn und Kämmers Dirk Mehlbaum (1580–1654) und dessen Frau Margaretha Bergmann hatte die Schule seines Heimatorts besucht und Unterricht von Privatlehrern erhalten. Nachdem er 1630 das Gymnasium in Lübeck besucht hatte, begann er 1632 an der Universität Helmstedt ein Studium der Rechtswissenschaften. Dieses setzte er 1636 an der Universität Marburg fort, wo er ein Schüler des Anton Nessius wurde. Nach weiteren Studien 1639 beim einstigen Helmstedter Professor Heinrich Schmerheim (1591–1643) in Braunschweig kehrte er 1640 nach Helmstedt zurück, promovierte am 26. Juli 1642 zum Doktor der Rechte und wurde im selben Jahr außerordentlicher Professor an der juristischen Fakultät der Helmstedter Hochschule.
1646 wurde er Assessor des Hofgerichts in Wolfenbüttel und ordentlicher Professor der Pandekten in Helmstedt.

## Familie
Aus seiner am 26. Juli 1642 geschlossenen Ehe mit Anna Sophia (* 15. August 1621 in Helmstedt; † 17. Juni 1702 ebenda), der Tochter des einstigen Professors in Helmstedt, dem Fürstlich braunschweigisch-lüneburgischer Hof- und Amtsrat, Assessors des Hofgerichts Wolfenbüttel Heinrich Schmerheim. und dessen Frau Elisabeth (* 17. März 1595; † 25. September 1634 in Helmstedt), des Amtmanns in verschieden braunschweigischen Orten, Verwalter des Klosters Mariental Johannes Rademann († in Emmerstedt) und dessen Frau Maria, die Tochter des Gerichtsschulzen in Wolfenbüttel Johannes Morlinus, sind fünf Söhne und vier Töchter hervorgegangen. Zwei Söhne und eine Tochter verstarben noch jung vor ihrer Mutter. Seine Witwe heiratete in zweiter Ehe Gebhard Theodor Meier. Von den Kindern kennt man:
- Katharina Elisabeth Mehlbaum verh. mit kurfürstlich brandenburgischen und fürstlich braunschweigisch-lüneburgischen Amtmann in Adensleben und Hackenstedt Burchard Rust
- Magaretha Elisabeth Mehlbaum verh. mit dem fürstlich braunschweigisch-lüneburgischen Auditeur Dietrich Halbpape
- Philipp Heinrich Mehlbaum fürstlich braunschweigischer Kommissar
- Julius Mehlbaum
- Johann Friedrich Mehlbaum fürstlich braunschweigisch-lüneburgischer Hofgerichtsassessor und Gerichtsschulze
- Johann Gerhard Mehlbaum (1655–1656)

## Weblink
- Druckschriften von und über Johann Mehlbaum im VD 17.